# Семёнов, Сергей Фёдорович
Сергей Фёдорович Семёнов (30 октября 1930, г. Гороховец Ивановской области — 10 февраля 2010, Москва) — российский учёный, специалист в области электронного приборостроения и физических измерений.

## Биография
Окончил МИФИ (1954) и год работал там же инженером кафедры электрофизических установок.
В 1955—1956 гг. старший инженер НИАТ МАП.
1956—1959 — аспирантура Института химической физики АН СССР.
В 1959—1961 гг. младший, затем старший научный сотрудник ИХФ АН СССР.
В 1961—1994 гг. работал в НИИИТ (ВНИИА): старший инженер, начальник лаборатории, ведущий научный сотрудник специализированного научно-исследовательского отдела.

## Награды и звания
Кандидат физико-математических наук.
Лауреат Государственной премии СССР 1980 г. — за обеспечение физических измерений при испытаниях ядерных зарядов.
Орден Трудового Красного Знамени (1971), медали «За трудовую доблесть», «За доблестный труд. В ознаменование 100-летия со дня рождения В. И. Ленина», «Ветеран труда».